# بولس فاسيليو
بولس فاسيليو (باليونانية: Παύλος Βασιλείου)‏ هو لاعب كرة قدم قبرصي ويوناني في مركزي الهجوم والوسط، ولد في 23 ديسمبر 1940 في قبرص. شارك مع منتخب اليونان لكرة القدم ومنتخب قبرص لكرة القدم. أما مع النوادي، فقد لعب مع نادي أولمبياكوس ونادي لارنكا.

## وصلات خارجية
- بولس فاسيليو على موقع قاعدة بيانات كرة القدم.إي يو (الإنجليزية)
- بولس فاسيليو على موقع ناشيونال فوتبول تيمز (الإنجليزية)
- بولس فاسيليو على موقع Soccerway.com (الإنجليزية)
- بولس فاسيليو على موقع عالم كرة القدم.نت (الإنجليزية)
- بولس فاسيليو على موقع عالم كرة القدم.نت (الإنجليزية)